# ستيرلينغ نايت
ستيرلينغ ساندمان نايت (بالإنجليزية:  Sterling Sandman Knight)‏، ولد في 5 مارس 1989 في مدينة تكساس، الولايات المتحدة. هو ممثـل ومغني أمريكي.

## أعماله

### مسلسلات
- في 2006 مثل في Hi-Jinks
- في 2007 مثل في The Closser
- في 2007 مثل في Hanah Montana
- في 2008 مثل في Out of Jimmy's Head
- في 2008 مثل في Grey's Anatomy
- في 2009 مثل في Sonny with a Chance

### أفلام
- 2009 مثل في 17 again
- 2010 مثل في Starstruck[4]

## روابط خارجية
- ستيرلينغ نايت على موقع IMDb (الإنجليزية)
- ستيرلينغ نايت على موقع روتن توميتوز (الإنجليزية)
- ستيرلينغ نايت على موقع ألو سيني (الفرنسية)
- ستيرلينغ نايت على موقع ميوزك برينز (الإنجليزية)
- ستيرلينغ نايت على موقع تيرنر كلاسيك موفيز (الإنجليزية)
- ستيرلينغ نايت على موقع أول موفي (الإنجليزية)
- ستيرلينغ نايت على موقع قاعدة بيانات الأفلام السويدية (السويدية)
- ستيرلينغ نايت على موقع إن إن دي بي (الإنجليزية)
- ستيرلينغ نايت على موقع ديسكوغز (الإنجليزية)
- ستيرلينغ نايت على موقع قاعدة بيانات الفيلم (الإنجليزية)